# Министерство религий Японии
Министе́рство рели́гий (яп. 教部省 кё:бу-сё:) — центральное правительственное учреждение в Японии периода Мэйдзи, министерство, которое занималось делами религий и делами образования. Существовало на протяжении 1872—1877 годов.

## История
Министерство религий было образовано 21 апреля 1872 года на базе Министерства синто. Оно подчинялось Высшему государственному совету, центральному Императорскому правительству Японии.
Первым главой Министерства стал Сага Санэнару, а его заместителем Фукуба Бисэй. В том же году их заменили соответственно Оки Такато и Сисидо Тамаки, руководившие учреждением до 1877 года.
Формально Министерство занималось управлением делами синтоистских и буддийских организаций. Однако фактически продолжало деятельность Министерства синто, пытаясь создать новую государственную религию на основе культа почитания Императора. Основой этого культа выступало синто. Для распространения этого культа в народе активно использовались буддийские священнослужители. Особым гонениям подвергались христиане, которые отказывались принимать новый религиозный курс.
Работа Министерства вызывала нарекания японских интеллектуалов и зарубежных дипломатов. В стране возникло общественное движение за свободу вероисповедания, достижением которого стало провозглашение правительством религиозной свободы.
11 января 1877 года правительство ликвидировало Министерство религий. Управление делами религиозных организаций взяли на себя структуры Министерства внутренних дел Японии.